# Saprosites calvus
Saprosites calvus är en skalbaggsart som beskrevs av Schmidt 1911. Saprosites calvus ingår i släktet Saprosites och familjen Aphodiidae. Inga underarter finns listade i Catalogue of Life.